# Međunarodni sajam trgovine (Dar-es-Salaam)
Međunarodni sajam trgovine u Dar-es-Salaamu, poznat i kao Saba Saba, održava se svake godine tokom lipnja ili srpnja na prostoru za sajmove nazvanom po tanzanijskom političaru i političkom teoretičaru Mvalimu Njerereu. Sajam se nalazi duž puta Kilva, osam kilometara jugoistočno od Dar-es-Salaama u Tanzaniji.
Međunarodni sajam trgovine u Dar-es-Salaamu je veliki godišnji promotivni događaj koji organizira Odbor za vanjsku trgovinu. Odbor je vladina institucija koja je osnovana u skladu sa zakonom br. 5 iz 1978. godine kako bi predvodio izvozne poduhvate Tanzanije.

## Povijest
Sajam, koji je također poznat kao Mwl. J. K. Nyerere Trade Fair Grounds, svečano je otvoren 1962. godine, godinu dana nakon što je Tanzanija stekla nezavisnost 9. prosinca 1961. godine. Sajam je tih godina bio pod Ministarstvom za trgovinu i zadrugu, a događaj je prvobitno bio poznat kao »Nacionalni poljoprivredni i trgovinski sajam« (NATF).
Sajam u Dar-es-Salaamu je tokom godina postao izlog za proizvode iz Tanzanije, kao i područje istočne, centralne i južne Afrike. Uz pomoć luke u Dar-es-Salaamu, koju koristi čitava regija, sajam služi kao centar za povezivanje sa zemljama kao što su Kenija, Uganda, Ruanda, Burundi, DR Kongo, Zambija, Malavi, Zimbabve i Bocvana. Sajam ima i pokroviteljstvo Tanzanijske poslovne zajednice koja na njemu izlaže i koristi ga kao forum za poslovnu razmjenu.
Sudjelovanje tvrtki je u porastu, a od svega 100 kompanija koje su krajem 1980-ih sudjelovale na ovom sajmu, 1999. godine je na sajmu bilo više od 1041 tvrtki. U 2006. godini na sajmu je bilo ukupno 1526 izlagača iz preko 18 zemalja iz inozemstva.
Sajam danas podržava vlada preko Ministarstva industrije, trgovine i marketinga. Događaj podržavaju i Komora za trgovinu, industriju i poljoprivredu Tanzanije (TCCIA) i Konfederacija industrija Tanzanije (CTI), kao i druge institucije u zemlji. Saba Saba je danas najveća izložba u Africi i okuplja više od 3500 domaćih tvrtki, skoro 200 stranih tvrtki, a 26 zemalja je učestvovalo na izložbi 2023. godine.

## Izlozi
Vrste izlagača koje možemo vidjeti na ovom sajmu su sljedeći:
- Poljoprivredni proizvodi
- Tekstil, odjeća i prediva
- Informatičke i komunikacijske tehnologije
- Građevinski materijal
- Automobili
- Pružateljii usluga transporta robe
- Pružatelji usluga prijevoza putnika
- Električna roba i uređaji
- Poljoprivredna roba i uređaji
- Poljoprivredna oprema
- Kemikalije i kozmetika
- Drvo i nameštaj
- Trgovinske usluge
- Inžinjerski proizvodi
- Strojevi
- Softver za kompjutere
- Pokloni i rukotvorine

### Zabrana izlaganja
- Oružje i municija
- Droge
- Politički i vjerski sadržaji